# 麥斯·薛澤
马克斯韦尔·马丁·“马克斯”·薛澤（英語：Maxwell Martin "Max" Scherzer，1984年7月27日—）是美國密蘇里州出身的職業棒球選手，擔任先發投手，目前效力於多倫多藍鳥。他先前曾效力於響尾蛇、老虎、國民、道奇、大都會與遊騎兵等隊。
薛澤是2010年代大聯盟中最知名的投手之一：他在這段期間的勝投數和三振數領先同期所有投手，並三度獲得賽揚獎。他最知名的是他在華盛頓國民隊時期的表現，他在2015年簽下當時是聯盟歷史投手紀錄的天價合約後，在國民隊年年皆有出色表現，並在2019年奪下隊史也是他個人第一座的世界大賽冠軍。
而薛澤也是史上最出色的三振大師之一，他是第19位達成3000三振的大聯盟投手，而他達標時的速度（以所花費的局數來看）僅次於強森。他保有許多和三振相關的紀錄，例如：並列單場9局比賽最多三振、並列無安打比賽中最多三振、並列最多次完美一局等等。薛澤在2017和2018年連續兩年的單季三振數達到被安打數的兩倍，是繼馬丁尼茲和強森後史上第三個達成此成就的投手，更是史上至今唯一一個完成此成就兩次的投手。

## 職業生涯

### 亞利桑那響尾蛇
Max Scherzer在2006年的第1輪第11順位被響尾蛇隊選中，開始了職棒生涯，在2008年時登上大聯盟，2008年4月29日，薛澤開啟了他大聯盟生涯的第一場投球，是以救援投手登場，對手是休士頓太空人，他主投了4.1局，7次三振，投出13上13下的好表現技驚四座，但整體來說在響尾蛇隊這段期間因控球問題，表現一直不是很理想。2009年球季結束後，因洋基、響尾蛇及老虎的三方交易而輾轉來到老虎隊，或許是因為美聯投手不需上場打擊，使他能專心投球，進而開始投出較好的成績。

### 底特律老虎
2010年的Scherzer，雖然一開始表現不佳而被下放3A調整，但自從5月30日回歸大聯盟後，表現越來越趨穩定，防禦率也從原本相當糟糕的7.29逐漸下修至3.50，整季也投出了12勝10敗。
2011年，Scherzer則被定位在三號先發，開季便拿下了6連勝，是老虎隊自2006以來最長的開季連勝紀錄，整季雖為球隊貢獻了15勝9敗，但其被打出美聯第三多的29隻全壘打以及美聯第四多的暴投數、第五多的觸身球，由於控球方面的不穩定，因此防禦率是不甚理想的4.43。
2012年，球季逐漸成熟，因此無論是在控球或是奪三振能力上都有明顯的進步，整季不但投出16勝7敗231次三振的優異成績，還投出美聯最多的K/9，平均每9局可三振11.1名打者，也是當時老虎隊除了Justin Verlander外表現最好的投手，隨著老虎隊在美聯中區勢如破竹的封王，季後也隨隊打進世界大賽，雖然敗給了巨人隊無緣世界大賽冠軍，但在2012年季後賽表現相當優異，17.1局的投球中送出了26次三振加上2.08的自責分率，也是老虎隊當時能一路過關斬將的關鍵球員之一。
2013年是生涯表現最好的一年，大幅進步的主因是加入了曲球的搭配，7月3日擊敗藍鳥隊，達成開季13連勝，不但打破了老虎隊史的開幕連勝紀錄，也是大聯盟近27年來的最佳成績，優異的表現也獲選為美聯明星隊先發投手，明星賽後狀況依然火燙，8月8日對上印地安人隊，面對Jason Kipnis投出生涯第1000次三振，8月24日對上大都會隊，主投六局無失分拿下勝投，成為大聯盟史上第一位開季19勝1敗且被打擊率低於2成的投手，雖然在九月初吞下了2連敗，但整季投出21勝3敗2.90的自責分率，不僅拿下美聯勝投王及最高勝率，同時也是本季大聯盟唯一一位20勝投手，理所當然拿下了美聯賽揚獎，大聯盟官網更是在其獲選為美聯賽揚獎得主的報導中評價Scherzer本季的表現無疑是歷史級的球季。
2014年初，Scherzer拒絕了當時老虎隊所提出的6年1.44億的延長合約，在球場上則持續著優異的表現，開季連續7場比賽三振數都在7次以上，僅差兩場就可追平大聯盟的連續9場至少奪三振7次的紀錄，在6月12日，對上白襪隊完投九局無失分，投出了生涯第一場完投完封勝，賽前先發178場無完封紀錄也是自1900年後大聯盟投手中最長紀錄。其好表現再次入選了明星賽，在明星賽中第五局登板，主投一局無失分，拿下了勝投，最終整季以18勝5敗3.19自責分率及252次三振，成功蟬聯美聯勝投王，也是美聯史上第一位連續兩季至少18勝、200次三振且5敗以下的投手，同年季後成為自由球員。

### 華盛頓國民
2014年開季前，提出6年1.44億美元續約但遭到拒絕的的老虎隊經理Dombrowski曾說：「我們已經提出了一份相當豐厚的合約，然而他們（Scherzer和經紀團隊）顯然認為這並不那麼的豐厚」，並表示這是他擔任大聯盟經理近40年以來以來所提出過而被球員拒絕的最大合約。最終，Scherzer的豪賭成功地迎來了他心目中的超大合約。
2015年1月19日，在經紀人Boras的協調下，Scherzer與國民隊簽下7年2.1億美元的天價合約，為當時右投手總值最大的一份合約，而國民隊將以延遲付款的方式，將這2.1億分成14年各1500萬美元來支付。普遍認為當時已經年過30的Scherzer不值得國民隊冒著老化及傷病風險簽下，ESPN的專欄作家們更是毫不留情地將這張合約評為2015季前最爛的自由球員合約。但Scherzer最終以實際的表現打破了眾人的質疑：在加入國民後一直到他最後一次以國民隊投手的身分先發這六年半的期間，他共189場先發，防禦率僅2.80並獲得92勝47敗；這189場中有超過四成（77場）的場次投滿六局且責失分不超過1；同時間總計投出了1610次三振，比這段期間大聯盟三振次數第二多的Cole（1366）多了將近250次；完整的前六個賽季中，他五度名列賽揚票選前五並兩度獲獎，而即使到了合約最後一年的前半個球季，其表現仍值得道奇隊心甘情願地掏出該年度的百大新秀做交換，這些年的穩定性和健康不言自明；他的傑出表現也明顯反映在球隊戰績上：搬來華盛頓後十年僅有兩次季後賽體驗的國民隊在這份合約期間便有三次進入季後賽，而最重要的是，他是球隊在2019年贏得隊史首次世界大賽的大功臣之一。
2015年6月20日對上海盜隊，前8局投出了完全比賽，但在9局上半2出局時面對José Tábata時投出了觸身球，因此與完全比賽失之交臂，但仍完成了生涯第一場無安打比賽。這個觸身球引起了不小的爭議：這球雖然的確是投進了打擊區的邊緣，但實際上並沒有非常靠近打者，而Tábata做出一個非常明顯沉下手肘去靠近球的動作。對此Tábata的解釋是他原先認為這球會彎回好球帶而打算揮棒，Scherzer則表示他並不會特別責怪打者以這種方式破壞他的完全比賽，並說「如果我是打者也會做同樣的事」。6月26日對上費城人隊，Scherzer拿下了生涯第100勝。10月3日對上大都會隊，他再度完成了無安打比賽，大都會打者整場僅因國民隊三壘手Yunel Escobar一次失誤上壘，本場比賽Scherzer送出了17次三振且沒有投出保送，追平Nolan Ryan保持的無安打比賽中最多三振的紀錄（後者在1973年的該場比賽中有四次保送），完美的結束了2015年球季。雖然因隊友火力支援不足而使帳面成績僅有14勝且吞下了12敗，但整季投了228.2局及276次三振，另外三振四壞比是大聯盟最佳的8.12，並且成為大聯盟史上第六位在單季投出兩場無安打比賽的投手。不過，在年底的賽揚獎投票中，國聯兩位防禦率不到2的投手Zack Greinke和Jake Arrieta以及達成300次三振的Clayton Kershaw不出意料的囊括了大部分的選票，而在七、八月遭遇大低潮的Scherzer只能排在第五。
2016年開季時雖然表現不甚理想，但在5月11日對上前東家老虎隊，Scherzer完投9局送出了20次三振，也追平了大聯盟在正規局數中單場最多三振的記錄，這場比賽也讓他成為第17個對上大聯盟30隊皆獲得過勝投的投手。進入6月後狀況也明顯回穩，整季主投228.1局繳出國聯最多的20勝及284次三振，防禦率2.91的成績。由於小熊隊兩名防禦率名列國聯前二的投手Hendricks和Lester在三振這方面的表現遠不如Scherzer，而其他三振數和Scherzer較為接近的投手們防禦率並沒有領先很多。最終Scherzer拿下了國聯賽揚獎，成為了大聯盟史上第六位在兩聯盟皆拿下賽揚獎的選手。
2017年上半季，Scherzer便維持著絕佳的狀態，在5月14日對上費城人隊，五局下半時面對César Hernández、Odubel Herrera、Aaron Altherr，Scherzer僅用了9球就三振了三名打者，投出了大聯盟史上第84個完美一局，且在6月11日對上遊騎兵隊，Scherzer投出了生涯第2000次三振，出場數為大聯盟史上第三快、投球局數則是大聯盟史上第四少的紀錄，在明星賽前Scherzer主投了128.1局繳出了防禦率2.10、0.78的WHIP及173次三振的優異成績，也獲選為國聯明星隊的先發投手。8月1日客場對上邁阿密馬林魚的比賽中，他在二局上半從O'Grady手中擊出了一支三分砲，是他生涯第一發全壘打，但僅投了1局隨及因為脖子落枕而退場，8月15日因為脖子二度落枕進入傷兵名單，這也是Scherzer自2009年後第一次進入傷兵名單。雖然在8月底便歸隊，但歸隊後至季末的表現卻差強人意，在9月30日對上海盜隊時又因左腿受傷僅投了3.1局便退場，左腿的傷勢也使Scherzer無法如預期的在分區系列賽第一場擔任先發投手，因而改在分區系列賽的第三戰先發對上小熊隊，前6局雖投出了無安打比賽但因國民打線不振且後援投手表現不佳而無緣勝利，10月12日的分區系列賽第五戰，Scherzer在第五局登板中繼，僅投1局就因保送及暴投失了4分，吞下敗戰，也使國民隊無法晉級國聯冠軍賽，縱觀整個2017年下半季Scherzer因為接二連三的傷勢使其錯過了幾次先發且傷後整體表現明顯下滑，但在國聯賽揚獎的爭奪戰中，主要競爭對手道奇隊的王牌左投Clayton Kershaw因傷缺席了六週，因此成功蟬聯了國聯賽揚獎，整季為球隊貢獻了200.2局及16勝6敗2.51自責分率的成績，且投出國聯最多的268次三振，蟬聯國聯三振王，另外本季被打擊率.178為國聯史上第二低的成績，Scherzer依舊是國民隊不可或缺的王牌投手。
2018年9月25日，Scherzer在本季最後一場先發中，對戰邁阿密馬林魚隊的比賽中7局狂飆10次三振，達成了單季300次三振的成就，是自1990年以來第六位達成的投手，同時完成了國聯三振王的三連霸。然而，大都會隊的deGrom創下了本世紀先發投手防禦率第二低的紀錄（1.70，僅輸給2015年Greinke的1.66），且三振數亦是極高水準的269（本年度國聯第二多，而Greinke在2015年僅有200次）；而本季挨轟數超過deGrom一倍（23：10）的Scherzer，防禦率從六月底的2.04（此時deGrom的防禦率為1.84）一路上漲至季末2.53，幾乎是deGrom的1.5倍。因此，僅有10勝的deGrom最後在賽揚獎投票中獲得了大部分的第一名選票，排在第二的Scherzer無緣完成本世紀第一次賽揚獎三連霸的成就。
2019年，Scherzer開季狀況不佳，防禦率一度飆至4字頭。雖然在六月份六場先發45局掉5責失分的神勇表現後一度回到了賽揚獎的競爭者行列，但隨後又於七八月因傷錯過幾次先發，兩個月合計僅有四場出賽，而且九月復出後狀況不佳，五場先發出賽不到30局的投球中有17分的責失分。最後防禦率是又比去年稍高的2.92，連三振王的寶座都讓給了依舊保持良好狀態的deGrom，最後在賽揚獎投票中掉至第三，無力阻擋完成賽揚獎的衛冕（第二名是國聯防禦率王，道奇隊的柳賢振）。但Scherzer本季最大的收穫則是在季後賽：賽季中一度戰績僅有19勝31負的國民隊，在最後四個月每個月勝率都超過六成的情況下獲得93勝，以外卡身分挺進季後賽，一路上打贏了兩個聯盟的龍頭（第一輪3比2擊敗106勝的道奇；世界大賽4比3擊敗107勝的太空人）後獲得隊史第一座世界大賽冠軍。雖然全隊在季後賽最亮眼的投手毫無疑問的是Strasburg，但Scherzer在季後賽合計30局投球中也僅有8分責失且抓下了37次三振，2.40的防禦率和11.1的K9值無一不是頂級投手的水準（2019年國聯賽揚獎得主deGrom本季的成績是2.43的防禦率和11.3的K9值）。兩人在季後賽出場的合計10場比賽中國民全數拿下勝利，拿下隊史在世界大賽首勝的Scherzer，也拿下生涯第一枚冠軍戒指。
2020年，面臨去年季後賽疲勞、和數名主力追求大合約而轉投他隊的國民隊表現不佳，以26勝34負的戰績在國聯東區墊底。Scherzer也僅有5勝4負以及3.74的防禦率，是2013以來第一次沒有獲得賽揚獎選票。
2021年，由於奪冠後以超大合約續留的Strasburg長期躺在傷兵名單、而Corbin則是表現不佳。故即使打線表現不差，但先發投手群中僅有Scherzer保持水準的情況下國民隊與季後賽漸行漸遠。最後，決定重建的國民隊，將上半季8勝4負、防禦率2.76的國聯明星賽先發投手Scherzer交易至力圖衛冕世界大賽冠軍的道奇隊，換取潛力新秀。

### 洛杉磯道奇
Scherzer於2021年7月29號的雙重賽第一場先發勝投之後，國民官方推特便接連發了幾條關於他於國民隊時期的各項數據的推特，基本上證實了他即將被交易的傳言。果不其然，隔一天便證實他和Turner兩位本季的國聯明星隊成員即將被交易至道奇隊。
8月4日，Scherzer迎來了道奇生涯的第一場先發，於主場迎戰在2017世界大賽擊敗道奇隊的太空人隊，雖然第一局便被Brantley擊出全壘打，不過在打線前三局便海灌七分的支援下，他隨即穩住陣腳，以七局10次三振2責失的好投拿下轉隊後的首勝。9月12日，Scherzer於主場迎戰教士隊，他在第五局三振了Hosmer，拿下了第3000次三振，不過最後在第八局時，也正是Hosmer一支右外野的安打打醒了Scherzer再次挑戰生涯首次完全比賽的夢想，最終僅被打出這一支安打而且沒有送出保送的Scherzer依舊是以八局9次三振0失分的成績奪勝。他在道奇隊的前一個半月，狀況比起在上半季在國民隊又更加出色，前九次先發共58局中送出79次三振，僅僅失掉了5分的自責分，道奇隊這九場比賽不曾輸過。眼看生涯第一座防禦率王即將到手，沒想到季末最後兩場先發居然分別各失掉了5分自責分，把防禦率王的寶座送給了釀酒人隊的Burnes，連續兩場早早被打爆退場也讓他無力在三振榜上追趕費城人隊的Wheeler。最後在賽揚獎票選中輸給了前兩人，再次以第三坐收。
他在本年度的季後賽外卡戰先發4局，雖然僅失1分，但因用球數過高而提前退場；對上國聯西區龍頭巨人隊的分區系列賽中分別以先發和後援身分各出賽一場，8局投球中僅因Longoria的陽春彈失掉一分，是球隊以3W-2L驚險晉級的大功臣；然而，當道奇隊在國聯冠軍賽連續第二年對上勇士隊，他在第二場出賽4局便因手臂不適而離場，之後沒有再出賽，道奇也以2W-4L的成績在此止步。
雖然Scherzer在其生涯中一般被認為是打擊尚可的投手，但在這一年他創下了一個驚人的負面紀錄：他全年63個打席完全沒有任何的保送或安打，僅有三次成功觸擊和一支高飛犧牲打。成為史上第一個單季50打席以上而OPS掛零的選手（原紀錄保持人是2016年陳偉殷的49打席）。由於隔年開始國聯引進指定打擊制，這項紀錄被認為短期內不會被打破。

### 紐約大都會
2021年11月29日，大都會以3年1.3億美元的高價簽下薛澤，創下了大聯盟單張史上單張合約最高平均年薪的紀錄。由於他先前在國民隊和道奇隊時期使用的31號在大都會已經被退休，他在新球季將改穿21號球衣。
原先，大都會隊4月7號在客場對陣華盛頓國民隊的2022球季開幕戰將交由兩屆賽揚獎得主deGrom出馬，然而他在春訓尾聲時受傷，便改成由Scherzer掛帥，沒想到他在比賽前一天也受傷，而錯過了開幕戰。不過幸好並不是嚴重的傷勢，他在隔天的比賽便能登場先發，他在國民隊特地安排的紅毯、外野大螢幕上的紀錄片、以及華盛頓球迷的熱烈歡迎中進場，他本場比賽6局僅被擊出3隻安打且僅投出1次保送，不過這其中包含了Josh Bell的一發兩分砲，合計共失3分，最後仍在隊友火力掩護下旗開得勝。4月19日，是Scherzer轉投大都會以來第一次在花旗球場先發，迎戰由羅根·韋伯領軍的舊金山巨人隊，最終7局10次三振無失分的Scherzer技壓3.2局失3分的韋伯，拿下轉隊後的主場首勝。

### 美國隊
Scherzer原先是美國隊出賽2017年經典賽的投手群之一，然而他於賽前右手無名指受傷沒能成行，最終由國民隊的隊友Roark取代其位置。

## 球探報告
薛澤投球的方式是屬於四分之三側投（近似側投，但放球點比之稍微提高），他剛登上大聯盟時擁有4種球路，包括具有尾勁且均速在92–96 mph的四縫線速球（最快球速曾達100 mph）、85–86 mph的滑球、84–85 mph的變速球，以及自從加入國民隊後已經幾乎不使用的伸卡球。變化球裡滑球主要是用在對付右打者，變速球則用於對付左打者。而近來年紀漸長的他減少了投直球的比例，分別在2013年和2016年，開始在配球中加入少量的曲球和切球（各約10%左右），雖然兩種球路威力並非頂尖，但大大增加了配球的靈活性。在2015年由Baseball America發表的Best Tools排行榜中，Scherzer的滑球被大聯盟總教練們評為國家聯盟第一位，威力十分受到推崇。
由於薛澤是一位飛球型投手，所以他的投球也有著相對容易被擊出長打的傾向：自2008年登上大聯盟至2020年，他的被長打率除以被打擊率（換句話說是被打出的每支安打的平均壘打數）超過1.7；作為對比，同樣是三次賽揚獎得主的克萊頓·克蕭，在同期間（兩人皆是在2008年首次登上大聯盟）該項數據稍低於1.55。比之優秀的整體成績，他的MLB生涯被全壘打率（HR/9）大約僅止於大聯盟平均的水準。也因此，已有五年在WHIP（每局被上壘人次）這項數據領先全聯盟的他，卻從來不曾獲得防禦率王的頭銜（克蕭生涯僅有四個賽季的WHIP為聯盟最低，還比薛澤少一次，但卻有多達五次的防禦率王）。舉例來說，2021年是薛澤生涯第五次繳出聯盟最低的WHIP，但在國聯賽揚獎票選中達規定局數的八名投手裡面，WHIP最低、每局被安打數最少、局數也只排在第六的他，被打的全壘打居然是這八人中最多的23支，這也讓他錯失獲得防禦率王的機會，而2021年最後獲得賽揚獎和國聯防禦率王的柯賓·伯恩斯全年被打出的全壘打僅有7支。

## 私人生活
薛澤有一位弟弟艾力克斯在2012年夏天過世，他的弟弟主要是在幫薛澤作賽伯計量學，自從他的弟弟過世以後，這個工作就由他的哥哥來作。
薛澤有虹膜異色症，他眼睛的虹膜右邊是藍色的，而左邊則是褐色的。2011年時，老虎隊幫薛澤製作搖頭娃娃，成品的虹膜顏色也表現出此一特徵。

## 外部連結
- 麥斯·薛澤在美國職棒（英语）
- 麥斯·薛澤在Baseball-Reference.com（大聯盟）（英语）
- 麥斯·薛澤在Baseball-Reference.com（小聯盟以及海外聯盟）（英语）
- 麥斯·薛澤在ESPN（MLB）（英语）
- 麥斯·薛澤在FanGraphs.com（英语）
- 麥斯·薛澤在The Baseball Cube（英语）